# كونسيليتشي
كونسيليتشي (بالإيطالية: Conselice)‏ هي بلدية في مقاطعة رافينا في إقليم إميليا رومانيا الإيطالي.

## السكان
في سنة 1861 بلغ عدد السكان 5٬440 نسمة، وتطور العدد ليصل في سنة 2011 لـ 9٬837 نسمة.
يظهر هذا المخطط البياني تطور النمو السكاني لـ كونسيليتشي

## توأمة
لكونسيليتشي اتفاقيات توأمة مع كل من:
- فيليكا بلانا
- بورغوان-جاليو
- بيتريتو